# Сини јарко сунце са Косова
Сини јарко сунце са Косова је српска патриотска песма.

## Историја
Песму је прославио наступ Данице Црногорчевић 2016. године са свечане академије поводом обележавања 98 година од Велике Подгоричке скупштине српског народа 1918. године. Наступ броји више од 19 милиона прегледа.
Ова песма је ауторско дело књижевника Милана Комненића, родом из насеља Пилатовци код Никшића. Песма је први пут изведена 1989. године поводом обележавања 600. годишњице Косовске битке, под насловом "Косовски покличи", а објављена је захваљујући протођакону Влади Микићу и Радомиру Перчевићу, на аудио касети под издаваштвом Гласа Цркве.
Песму је 2020. године препевала етно-група Луча, а оригиналну музику написала је Јована Бараћ, родом из Лепосавића.